# Златко Каратанасов
Отец Златан (Златко) Янакиев Каратанасов е български просветен деец и духовник от късното Българско възраждане в Македония.

## Биография
Златко Каратанасов роден около 1860 година в костурското село Бобища. Учи в гръцкото училище в родното си село, а по-късно завършва трикласното гръцко училище в Клисура. В 1873 - 1874 година е учител (или ученик) в родното си село. В 1874 - 1876 година учи в Прилепското българско мъжко училище при Йосиф Ковачев и Никола Ганчев. В 1876 - 1877 година е учител в Прекопана, а в 1877 - 1878 замества Петър Орлов като учител в родното им Бобища, където остава две години. В 1879 - 1880 и 1880 - 1881 година е учител в Прилепското българско мъжко училище, а в 1881 - 1882 г. - в битолската прогимназия, където ръководи III отделение и преподава Закон Божий и краснопис и пеене в IV отделение и I клад. В Битоля главен учител е Григор Пърличев, като преподават още Тодор К. Танев от Велес (завършил Габровската гимназия), Наум Маймуков от Битоля (руски възпитаник), Вела Живкова, Чашков, Стойчев. Ученици в училището са Андрей Ляпчев и Антон Алтънпармаков.
С помощта на Арсений Костенцев и на екзархийския протосингел Методий Кусев назначението му за Велес за учебната 1882 - 1883 година е сменено с Костур. Едновременно с това от София за костурски учител е назначен и Григорий Бейдов.
В Костур Каратанасов и Бейдов уреждат българска училищна община, а в костурското българско училище започват обучение 41 ученици. На следната учебна 1883 - 1884 година в Костурското българско училище освен Каратанасов преподават Търпо Поповски и учителката Фания.
За учебната 1884 – 1885 година Екзархията назначава Каратанасов за Енидже Вардар, но той отказва назначението, защото в града турците са убили предишния учител и свещеника, и става учител в Емборе, Кайлярско, където прекарва три години – от 1884 до 1887 година, а междувременно костурското училище е затворено, а Поповски и Бейдов вкарани в затвора.
В 1887 – 1888 година на Каратанасов е възложено от Екзархията отново да отвори костурското училище. С подкупи в Битоля и Корча Каратанасов успява да издейства емир от битолския валия, но не успява да отвори училището и на следната учебна година 1888 – 1889 г. става учител в Дъмбени, където остава и в 1889 - 1890 г. В Корча се запознава с албанския патриот Йован Цицо Костури. След това три години от 1890 до 1893 година преподава в Бобища и заедно с новия свещеник Никола Маркулов уговарят преминаването на цялото село под Екзархията. От 1894 до 1899 година пет години преподава в Загоричани, подпомаган от Хараламби Дорев от Ресен и Христо Узунов от Загоричани и учителката Ангелина Бонева, заменена на втората година последователно от Константина Дукова и Василка Касова.
След Загоричани Златко Каратанасов работи една година в Мокрени, което също минава в лоното на Екзархията. В 1899 година е извикан в Клисура, за да преведе намерените у арестувания Лазар Поптрайков революционни документи. Каратанасов успява да заблуди властите, предупреждава ВМОРО чрез Никола Емануилов Розов от Бобища и успява с подкупи да откупи най-уличаващите документи и вещи и така предотвратява разрастването на аферата.
След Мокрени в 1900 година започва да преподава в село Горенци, където приема и свещенически сан. Преподава в Горенци до Илинденското въстание в 1903 година. След интриги на гръцкия владика е арестуван заедно с българския кмет Кузо (Козма) Данданов, но са освободени.
След покушението върху председателя на общината Никола Шкутов от Пандо Сидов е повикан в Костур, за да замести ранения Шкутов, който се лекува в Цариград, и шест месеца оглавява общината докато дойде заместникът Григорий Попдимитров.
След Илинденско-Преображенското въстание под натиска на владиката Германос Каравангелис се отказва от Екзархията заедно с Григорий и Георги Попнаумови, Константин и Никола Маркулов в Бобища и поп Георги в Мокрени. Заедно с Георги Попнаумов заминава за Атина. В 1906 година пристига във Варна и се установява в село Кирилово, днес квартал Кирково на Велики Преслав. До 1932 година е свещеник.
Умира около 1935 година. Негов син е политикът Димитър Попзлатанов (Златанов). Другият му син Марко Попкараатанасов в 1913 година е доброволец в Македоно-одринското опълчение и служи в 15-а щипска дружина.